# تريفون ألين
تريفون ألين (من مواليد 16 فبراير 1998) هو لاعب كرة سلة أمريكي محترف لصالح نادي ستاروجارد جدانسكي لكرة السلة من دوري كرة السلة البولندي. لعب كرة السلة الجامعية لفريق ايداهو فاندالز.